# 井出洋介の健康麻将
『井出洋介の健康麻将』（いでようすけのけんこうマージャン）は、任天堂が発売した麻雀ゲームソフトのシリーズ。Wii版は『役満』シリーズの第5作目に当たる。
2008年5月20日にWiiウェアとして『役満Wii 井出洋介の健康麻将』が、2009年2月25日にニンテンドーDSiウェアとして『井出洋介の健康麻将DSi』がダウンロード販売が開始された。

## 概要
井出洋介らの提唱する健康麻将（けんこうマージャン）統一ルールに固定されている（いわゆる「アリアリ」）。Wii版、DSi版問わずMiiを使った自分の「分身」を用いて対局する。『どこでも対局 役満アドバンス』に登場したキャラクター達がコンピュータキャラクターとして再登場している。
井出名人監修で、初心者の為に捨てるべき牌を教えてくれるサポート機能や安全牌予測、中座の際の代打ち機能を備えている。
ニンテンドーWi-Fiコネクションによる通信対局に対応しておりWii版、DSi版の混在する環境での相互対戦が可能。「誰とでも」と「ともだちと」（フレンドコードを交換した相手との対局）を選べる。4人集まらない時はコンピュータが参加する。「分身」にはMiiや戦績の他に打ち方の傾向も記録され、対戦相手の「分身」をもらうことでコンピュータとのフリー対局の相手に「分身」を選ぶことができる。

### ニンテンドーDSi版の機能
DSダウンロードプレイにより、ソフトを収録したDSi1台と人数分のDS本体（ニンテンドーDS、DS Lite、DSi）での対戦が可能（4人に満たない場合はコンピュータが参加）。
MiiはWiiの似顔絵チャンネルから連れてきたり、ソフト内に用意されたものを手直しする。ただし、DSi版でつくったMiiはWiiの似顔絵チャンネルに連れていくことは出来ない。

## 対戦キャラクター
今作では、『どこでも対局 役満アドバンス』のキャラクターがデフォルメされて再登場している。各キャラクターの詳細は『どこでも対局 役満アドバンス』を参照のこと。
ひろみ
ランク：★★
あつお
ランク：★★★
しゅうじ
ランク：★★
こみぃ
ランク：★★★
まさゆき
ランク：★★★
キョーコ
ランク：★
たけぞう
ランク：★★★
あずさ
ランク：★
のりやす
ランク：★★★★
れいこ
ランク：★★★
さだきち
ランク：★
よしお
ランク：★★★★
いで ようすけ（隠しキャラクター）
ランク：★★★★★

## 井出名人問題
何切る問題を難易度別に用意。Wii版は毎週4問ずつ追加配信。DSi版は新作問題200問が用意されている。